# Henry Adlard
Henry Adlard (1799-1893) fue un grabador británico.

## Biografía

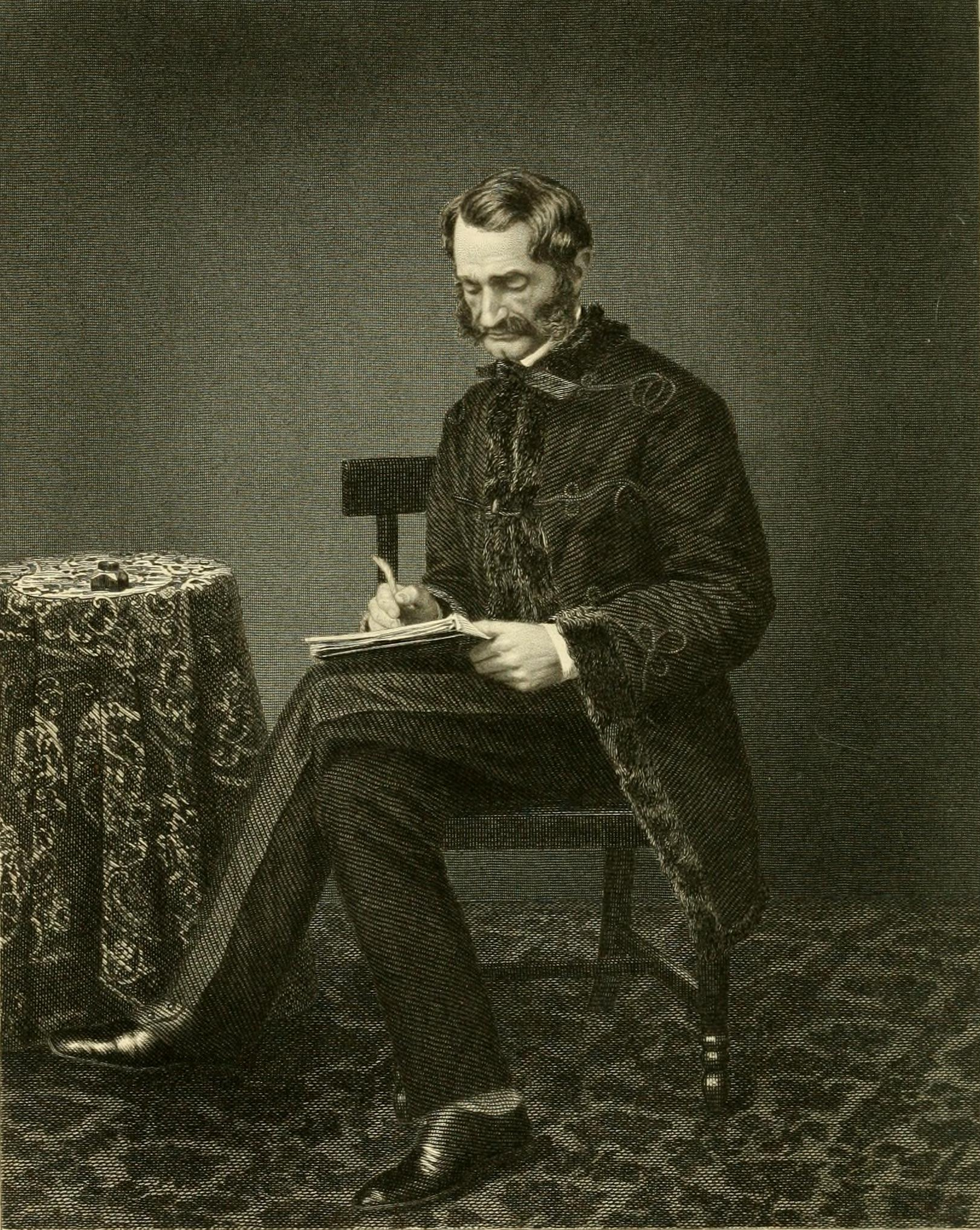
Grabado que representa a J. Hope Grant, obra de Adlard

Nació a finales del siglo XVIII en el seno de una familia de artistas. Se le cree nieto del fundador de un negocio familiar de grabadores que perduró durante siglos. Se conservan obras suyas en museos como la Galería Nacional de Arte de Washington, el Museo Nacional de Bellas Artes de Québec, la National Portrait Gallery de Londres, la Biblioteca Nacional de Gales, el Nationaal Museum Paleis het Loo de Apeldoorn, el Ackland Art Museum de Chapel Hill, la Hunterian Museum and Art Gallery de Glasgow y el Centro de Arte Británico de Yale. Falleció el 20 de julio de 1893, a los 94 años. Era en aquel momento el miembro más anciano de la Stationers' Company, la Honorable Compañía de Impresores y Periódicos sita en Londres. A su muerte, la saga familiar se vería continuada por su sobrino Bartholomew.